# 昆达尔瓦迪
昆达尔瓦迪（Kundalwadi），是印度马哈拉施特拉邦Nanded县的一个城镇。总人口14355（2001年）。

## 人口
该地2001年总人口14355人，其中男性7211人，女性7144人；0—6岁人口2182人，其中男1150人，女1032人；识字率46.95%，其中男性为58.02%，女性为35.76%。